# Sonata Kreutzer

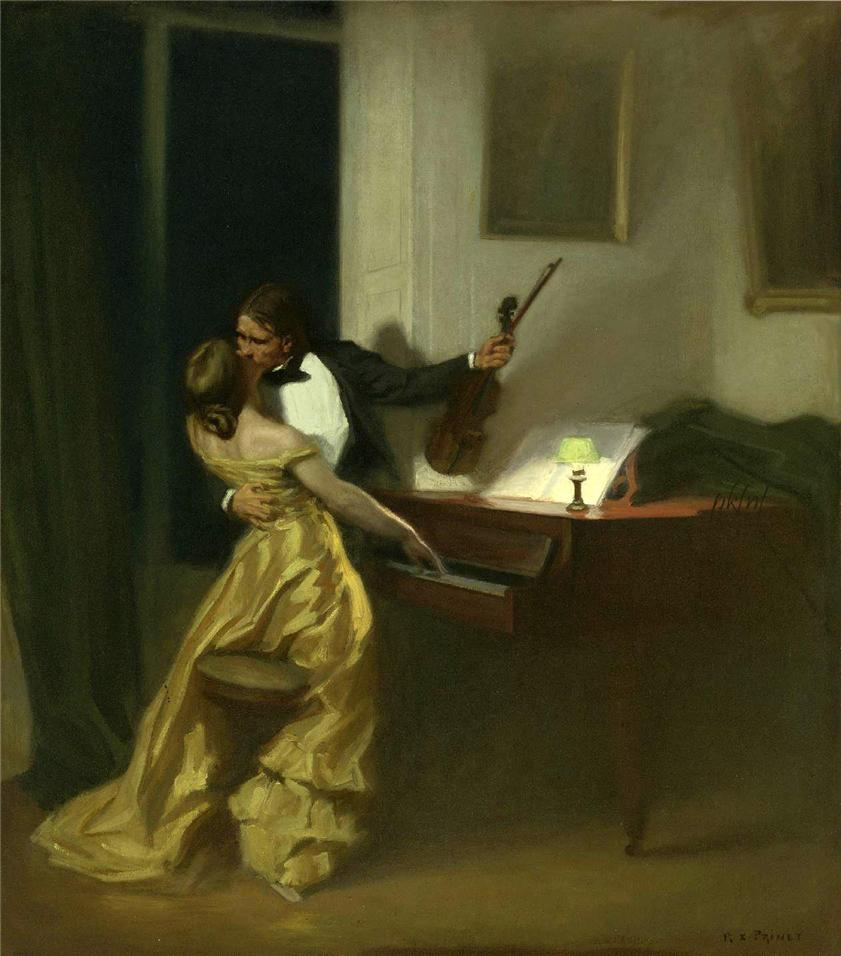
Inspirat de nuvela lui Tolstoi, René Prinet a pictat acest tablou în care un cuplu este cuprins de pasiune.

Sonata Kreutzer (Kreițerova sonata) este o nuvelă scrisă de Lev Tolstoi, publicată în 1889. Cartea a iscat un scandal în Rusia, fapt pentru care s-a încercat interzicerea ei. Ulterior, fragmente au ajuns și în SUA, unde au fost interzise. Theodore Roosevelt l-a numit pe Tolstoi „un pervers sexual moralist”. Piesa muzicală la care face aluzie nuvela este Sonata pentru vioară nr. 9 compusă de Ludwig van Beethoven și dedicată violonistului francez Rodolphe Kreutzer.

## Conținutul
În timpul unei călătorii cu trenul, Pozdnîșev îi povestește naratorului cum a ajuns să-și ucidă soția, dând vina pe etosul sexual al acelei epoci. Interesantă în aceasta nuvelă este descrierea psihologică pătrunzătoare a geloziei bărbătești. Pozdnîșev caută nimicuri care să-i confirme convingerea că soția îl înșală cu partenerul ei muzical. În final, într-o izbucnire criminală, el depășește bariera autoimpunsă dintre chinuri și comportamentul social civilizat și politicos.

## Interpretări
S-ar putea spune ca „Sonata Kreutzer” relatează întâmplări petrecute la Iasnaia Poliana și Moscova legate de istoria relațiilor dintre soția scriitorului, Sofia Andreevna, și un cunoscut muzician rus, compozitor și muzicolog, Serghei Ivanovici Taneev, lucru care ar fi trezit gelozia soțului.